# سس آرابیاتا
سس آرابیاتا که در ایتالیایی با نام arabbiata (arabbiata در گویش رومانسکو) شناخته می‌شود، یک سس تند است که با گوجه‌فرنگی، سیر، جعفری و روغن زیتون تهیه می‌شود. این سس از منطقه لاتزیو ایتالیا و به ویژه از شهر رم سرچشمه می‌گیرد.

## منشأ نام
آرابیاتا در زبان ایتالیایی به معنای «عصبانی» است. در گویش رومانسکو صفت آرابیاتا نشان دهنده یک ویژگی است که برحسته شده است. در مورد این سس تند بودن مطرح است. در رم، در واقع، به هر غذایی که در ماهیتابه با مقدار زیادی روغن، سیر و پپرونچینو پخته می‌شود تا تشنگی شدید را برانگیزد، «آرابیاتو» می‌نامند.

## تاریخچه
اختراع این غذا به دهه‌های ۱۹۵۰ و ۱۹۶۰ برمی‌گردد، زمانی که غذاهای تند در آشپزی رومی مرسوم بود. از این غذا چندین بار در فیلم‌های ایتالیایی نام برده شده است، فیلم‌هایی مانند سورچرانی بزرگ از مارکو فرری (۱۹۷۳) و رم (۱۹۷۲) از فدریکو فلینی.